# Aaron Gordon
Aaron Addison Gordon (San José, 16 de setembro de 1995) é um jogador norte-americano de basquete profissional que atualmente joga pelo Denver Nuggets da National Basketball Association (NBA).
Ele jogou basquete universitário pela Universidade do Arizona e foi selecionado pelo Orlando Magic como a quarta escolha geral no draft da NBA de 2014. Depois de ser negociado com os Nuggets em 2021, Gordon ganhou seu primeiro título da NBA em 2023.

## Carreira no ensino médio
Gordon estudou na Archbishop Mitty High School em San Jose, Califórnia. Como calouro, Gordon foi titular 28 dos 41 jogos e teve médias de 11,8 pontos, 10,1 rebotes e 2,1 bloqueios. Ele também competiu no time de atletismo da escola nolançamento de martelo.
Em seu segundo ano, Gordon ajudou sua equipe a conquistar o primeiro título estadual no basquete masculino. Sua equipe também conquistou a temporada regular da WCAL e o título da Divisão CCS II. Eles terminaram com um recorde de 32-2 e fecharam a temporada em uma sequência de 20 vitórias. Ele foi titular em todos os 34 jogos e teve médias de 16,4 pontos, 12,5 rebotes e 3,6 bloqueios. Ele marcou 17 pontos e bateu o recorde do campeonato estadual de 21 rebotes na final do campeonato.
Em seu terceiro ano, Gordon teve médias de 22,9 pontos, 12,8 rebotes, 2,6 assistências e 2,3 bloqueios. No torneio estadual de basquete, ele teve média de 27,0 pontos antes de descobrir que estava jogando com mononucleose. Ele foi escolhido como o Jogador de Basquete do Ano da Califórnia. O último terceiranista a ser o Sr. Basquete na Califórnia foi Tyson Chandler em 2000, e antes dele, Jason Kidd em 1991.
Em seu último ano, ele teve médias de 21,6 pontos, 15,7 rebotes, um recorde escolar, e 3,3 bloqueios, levando Mitty a um recorde de 28-6 e um segundo lugar na Divisão Aberta do CIF.

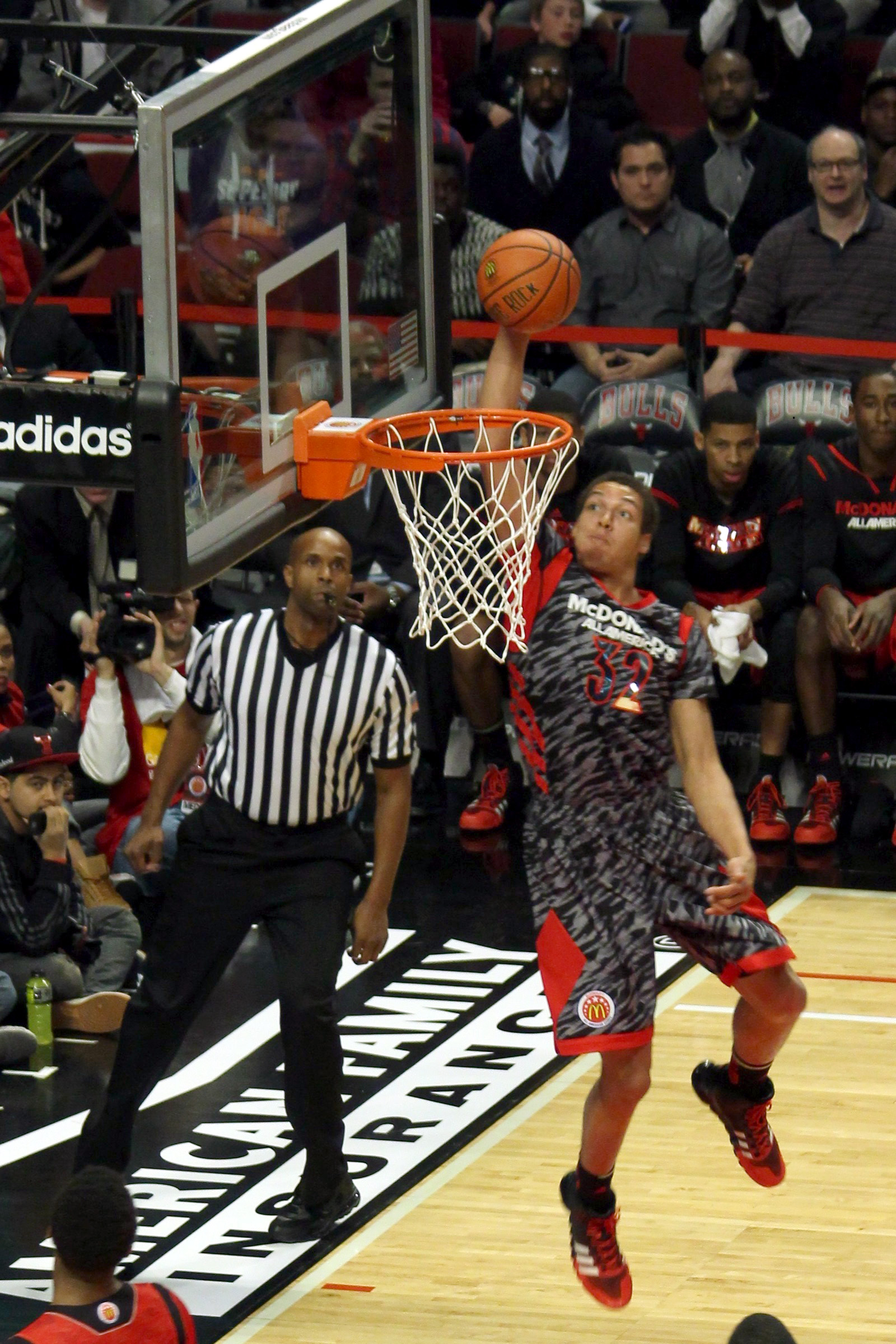
Gordon completando uma ponte aérea de Aaron Harrison no McDonald's All-American Boys Game de 2013

Gordon se comprometeu com a Universidade do Arizona em 2 de abril de 2013, anunciando sua decisão em uma coletiva de imprensa antes do McDonald's All-American Game de 2013. Após um desempenho de 24 pontos e 8 rebotes levando o Oeste a uma vitória por 110-99, ele foi nomeado o MVP do jogo.
| Nome | Cidade Natal                            | Escola                       | Altura             | Peso           | Data               |
| --- | --------------------------------------- | ---------------------------- | ------------------ | -------------- | ------------------ |
| Aaron Gordon F | San Jose, CA                            | Archbishop Mitty High School | 6 ft 9 in (2.06 m) | 210 lb (95 kg) | 2 de Abril de 2013 |
| Aaron Gordon F | Recrutamento: Rivals: Scout: 247Sports: |                              |                    |                |                    |
| Classificação geral de novatos: Scout: 4º \| Rivals: 3º \| ESPN: 4º                                                                                           |                                         |                              |                    |                |                    |
| - Nota: Em muitos casos, Scout, Rivals, 247Sports e ESPN podem entrar em conflito em suas listas de altura e peso, nestes casos, a média foi obtida. - Fonte: |                                         |                              |                    |                |                    |

## Carreira universitária
Em sua única temporada na Universidade do Arizona, ele teve médias de 12.4 pontos, 8.0 rebotes e 2.0 assistências e foi nomeado para a Primeira-Equipe e para a Equipe de Calouros da PAC-12, além de ganhar o Prêmio de Calouro do Ano da PAC-12.
Em 15 de abril de 2014, Gordon declarou-se para o draft da NBA, esquecendo seus últimos três anos de elegibilidade universitária.

## Carreira profissional

### Orlando Magic (2014–2021)

#### Temporada de 2014–15
Em 26 de junho de 2014, Gordon foi selecionado pelo Orlando Magic como a quarta escolha geral no draft da NBA de 2014. Em 2 de julho, ele assinou um contrato de 2 anos e US$8.1 milhões com o Magic e juntou-se a eles para a Summer League de 2014.
Depois de jogar nos primeiros 11 jogos da temporada de 2014-15, Gordon foi descartado indefinidamente em 16 de novembro depois que ele fraturou um osso do pé esquerdo. Ele voltou à ação em 18 de janeiro de 2015 contra o Oklahoma City Thunder depois de perder 32 jogos. Em 4 de abril, ele registrou seu primeiro duplo-duplo na carreira com 10 pontos e 12 rebotes na vitória por 97-90 sobre o Milwaukee Bucks.

#### Temporada de 2015–16
Em julho de 2015, Gordon se juntou ao Magic para a Summer League de 2015, onde teve médias de 21,7 pontos, 11,7 rebotes, 2,7 assistências, 1,3 roubos e 1,7 bloqueios em três jogos.
Em 4 de novembro de 2015, ele marcou 19 pontos na derrota para o Houston Rockets. Em 31 de janeiro de 2016, ele registrou 19 pontos e 14 rebotes na vitória por 119-114 sobre o Boston Celtics. Na noite seguinte, ele teve 12 pontos e 16 rebotes na noite seguinte contra o San Antonio Spurs.
Durante o All-Star Weekend de 2016, Gordon foi o vice-campeão do Slam Dunk Contest, perdendo para Zach LaVine. Sua batalha por dois desempates na rodada final atraiu comparações com o confronto entre Michael Jordan e Dominique Wilkins em 1988. Gordon usou o Stuff the Magic Dragon, o mascote de 6,5 metros de altura de sua equipe, em suas enterradas.
Em 25 de fevereiro, ele marcou 19 pontos em uma derrota por 130-114 para o Golden State Warriors. Três dias depois, ele marcou 22 pontos na vitória por 130-116 sobre o Philadelphia 76ers. Em 13 de abril, no último jogo da temporada, Gordon marcou 22 pontos na derrota por 117-103 para o Charlotte Hornets.

#### Temporada de 2016–17

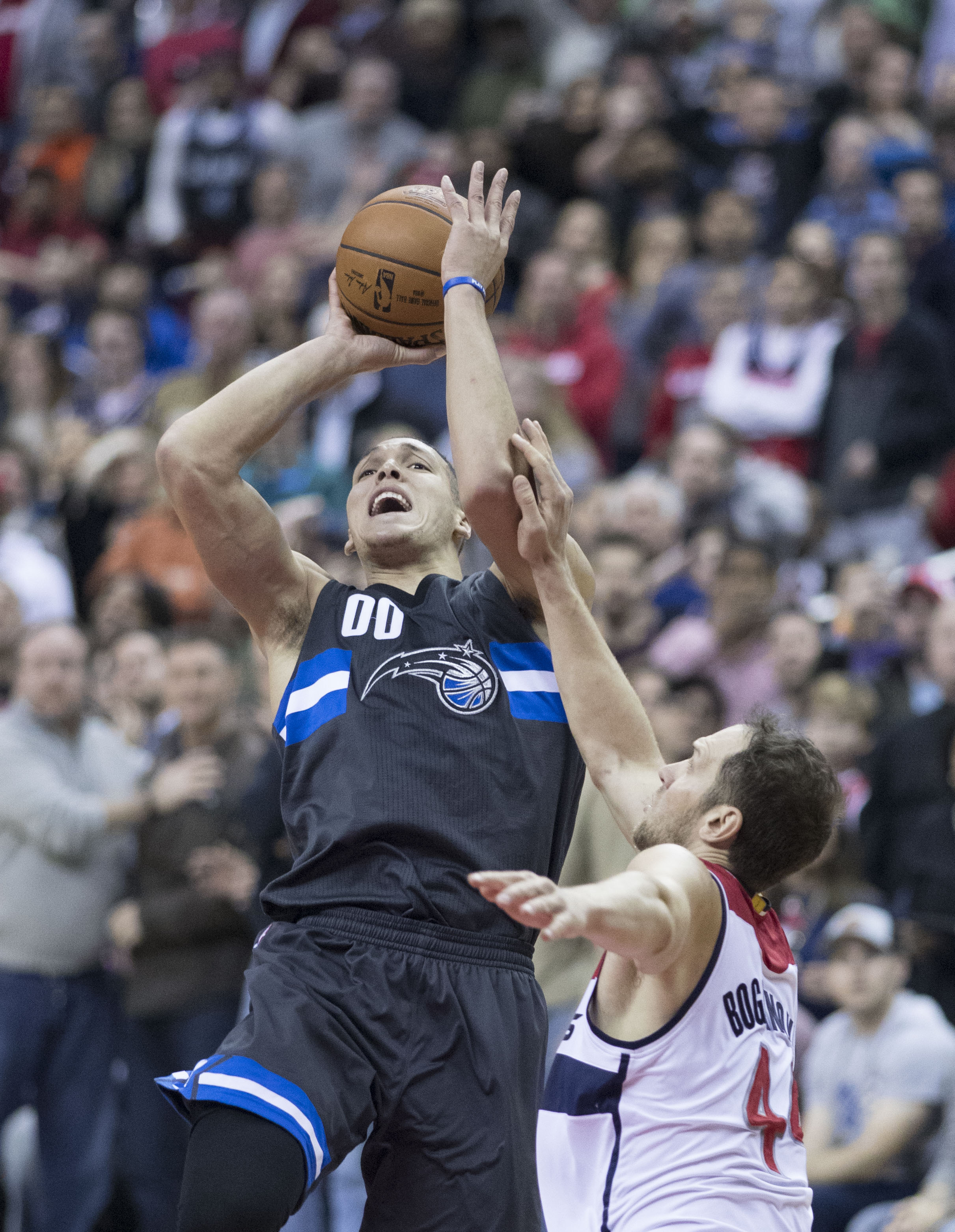
Gordon com o Magic em março de 2017

Em 14 de dezembro de 2016, Gordon marcou 33 pontos na vitória por 113-108 para o Los Angeles Clippers. Em 18 de fevereiro de 2017, ele participou de seu segundo Slam Dunk Contest consecutivo, mas não conseguiu passar da primeira rodada.
Em 31 de março de 2017, ele registrou 32 pontos e 16 rebotes na  derrota por 117-116 para o Boston Celtics. No último jogo da temporada, Gordon registrou 32 pontos e 12 rebotes na vitória por 113-109 sobre o Detroit Pistons.

#### Temporada de 2017–18
Em 24 de outubro de 2017, Gordon marcou 41 pontos, incluindo uma cesta de 3 pontos com 36 segundos restantes, para levar o Magic a uma vitória por 125-121 sobre o Brooklyn Nets. Em 29 de novembro de 2017, ele registrou 40 pontos e 15 rebotes para ajudar Orlando a encerrar uma sequência de nove derrotas com uma vitória por 121-108 sobre o Oklahoma City Thunder.
Em 30 de dezembro de 2017, ele fez 39 pontos na derrota por 117-111 para o Miami Heat. Gordon perdeu nove jogos em fevereiro, incluindo o Slam Dunk Contest, com uma lesão no quadril. Em 24 de março de 2018, ele registrou 29 pontos, 11 rebotes e oito assistências na vitória por 105-99 sobre o Phoenix Suns.

#### Temporada de 2018–19
Em 6 de julho de 2018, Gordon assinou um contrato de 4 anos e US$80 milhões com o Magic.
No primeiro jogo da temporada, ele registrou 26 pontos e 16 rebotes na vitória por 104-101 sobre o Miami Heat. Em 18 de novembro, ele marcou 20 de seus 31 pontos no primeiro quarto da vitória por 131-117 sobre o New York Knicks. Em 2 de janeiro de 2019, ele fez nove assistências na vitória por 112-84 sobre o Chicago Bulls.

#### Temporada de 2019–20
Gordon foi vice-campeão do Slam Dunk Contest, perdendo para Derrick Jones Jr., durante o All-Star Weekend de 2020. Ambos tiveram pontuações perfeitas em suas duas primeiras enterradas, forçando uma rodada de prorrogação. Depois de ambos conseguirem pontuações perfeitas em suas enterradas iniciais, Jones venceu marcando um 48 depois de enterrar logo após a linha de lance livre; Gordon recebeu um 47 depois de enterrar acima dos 2,26 m de Tacko Fall.
Em 28 de fevereiro, Gordon registrou seu primeiro triplo-duplo da carreira com 17 pontos, 11 rebotes e 12 assistências na vitória por 136-125 sobre o Minnesota Timberwolves.

#### Temporada de 2020–21
Em 19 de março de 2021, Gordon registrou 38 pontos na vitória por 121-113 contra o Brooklyn Nets, encerrando a sequência de nove derrotas do Magic e interrompendo a sequência de seis vitórias dos Nets.
Em 22 de março, foi relatado que Gordon havia solicitado uma troca do Magic.

### Denver Nuggets (2021–Presente)
Em 25 de março de 2021, Gordon e Gary Clark foram negociados com o Denver Nuggets em troca de Gary Harris, R. J. Hampton e uma futura escolha na primeira rodada em 2025. Nessa temporada pelo Magic, Gordon jogou e foi titular em 25 jogos e teve médias de 14,6 pontos, 6,6 rebotes e 4,2 assistências em 29 minutos.
Em 28 de março, ele fez sua estreia nos Nuggets na vitória por 126-102 contra o Atlanta Hawks, registrando 13 pontos e dois rebotes em 21 minutos.
Em 11 de janeiro de 2022, Gordon registrou 30 pontos e 12 rebotes em uma derrota por 87-85 para o Los Angeles Clippers. Durante a primeira rodada dos playoffs, os Nuggets perderam em cinco jogos para os eventuais campeões, o Golden State Warriors.
Durante a temporada de 2022–23, Gordon foi discutido como uma potencial seleção para o All-Star Game. No Jogo 1 das Semifinais da Conferência Oeste, Gordon marcou 23 pontos em uma vitória de 125–107 sobre o Phoenix Suns. No Jogo 4 das Finais da NBA de 2023, Gordon marcou 27 pontos, o recorde da sua carreira nos playoffs, em uma vitória de 108–95 sobre o Miami Heat. Os Nuggets venceram por 94–89 no Jogo 5 e Gordon e a equipe ganharam seu primeiro título da NBA. Poucas horas após a vitória, Gordon foi visto comemorando com fãs nas ruas do centro de Denver, a poucos quilômetros da Ball Arena, e caminhou com muitos por vários quarteirões.
Na temporada seguinte, ele perdeu vários jogos após ser mordido por um cachorro no rosto e nas mãos. No Jogo 3 da primeira rodada dos playoffs contra o Los Angeles Lakers, Gordon registrou 29 pontos e 15 rebotes, recordes de sua carreira nos playoffs, em uma vitória de 112–105. No Jogo 4 das Semifinais da Conferência Oeste contra o Minnesota Timberwolves, Gordon registrou 27 pontos, junto com seis rebotes e seis assistências, em um esforço vitorioso. Denver perderia para Minnesota em sete jogos.
Antes da temporada de 2024–25, Gordon trocou seu número de camisa de 50 para 32 para homenagear seu falecido irmão mais velho Drew Gordon, que vestiu o número 32 antes de morrer em maio de 2024. Em 21 de outubro de 2024, Gordon e os Nuggets concordaram com uma extensão de contrato de quatro anos e US$ 133 milhões.

## Carreira na seleção
Gordon liderou o Time EUA para a medalha de ouro da Copa América Sub-16 de 2011 com médias de 17,0 pontos, 11,2 rebotes e 3,2 bloqueios.
Ele conquistou o prêmio de MVP, enquanto liderava os Estados Unidos a uma medalha de ouro na Campeonato Mundial Sub-19 de 2013, em Praga, onde teve médias de 16,2 pontos e 6,2 rebotes.

## Estatísticas da carreira

### NBA

#### Temporada regular
| Ano      | Equipe   | PJ  | PT  | MPJ  | AP   | 3P   | LL   | RT  | AS  | BR  | TO | PPJ  |
| -------- | -------- | --- | --- | ---- | ---- | ---- | ---- | --- | --- | --- | -- | ---- |
| 2014–15  | Orlando  | 47  | 8   | 17.0 | .447 | .271 | .721 | 3.6 | .7  | .4  | .5 | 5.2  |
| 2015–16  | Orlando  | 78  | 37  | 23.9 | .473 | .296 | .668 | 6.5 | 1.6 | .8  | .7 | 9.2  |
| 2016–17  | Orlando  | 80  | 72  | 28.7 | .454 | .288 | .719 | 5.1 | 1.9 | .8  | .5 | 12.7 |
| 2017–18  | Orlando  | 58  | 57  | 32.9 | .434 | .336 | .698 | 7.9 | 2.3 | 1.0 | .8 | 17.6 |
| 2018–19  | Orlando  | 78  | 78  | 33.8 | .449 | .349 | .731 | 7.4 | 3.7 | .7  | .7 | 16.0 |
| 2019–20  | Orlando  | 62  | 62  | 32.5 | .437 | .308 | .674 | 7.7 | 3.7 | .8  | .6 | 14.4 |
| 2020–21  | Orlando  | 25  | 25  | 29.4 | .437 | .375 | .629 | 6.6 | 4.2 | .6  | .8 | 14.6 |
| 2020–21  | Denver   | 25  | 25  | 25.9 | .500 | .266 | .705 | 4.7 | 2.2 | .7  | .6 | 10.2 |
| 2021–22  | Denver   | 75  | 75  | 31.7 | .520 | .335 | .743 | 5.9 | 2.5 | .6  | .6 | 15.0 |
| 2022–23  | Denver   | 68  | 68  | 30.2 | .564 | .347 | .608 | 6.6 | 3.0 | .8  | .8 | 16.3 |
| 2023–24  | Denver   | 73  | 73  | 31.5 | .556 | .290 | .658 | 6.5 | 3.5 | .8  | .6 | 13.9 |
| Carreira | Carreira | 669 | 580 | 28.8 | .479 | .314 | .686 | 6.2 | 2.6 | .7  | .6 | 13.1 |

#### Playoffs
| Ano      | Equipe   | PJ | PT | MPJ  | AP   | 3P   | LL   | RT  | AS  | BR  | TO  | PPJ  |
| -------- | -------- | -- | -- | ---- | ---- | ---- | ---- | --- | --- | --- | --- | ---- |
| 2019     | Orlando  | 5  | 5  | 32.8 | .468 | .400 | .526 | 7.2 | 3.6 | 1.2 | .2  | 15.2 |
| 2021     | Denver   | 10 | 10 | 29.9 | .434 | .391 | .640 | 5.4 | 2.0 | .5  | .3  | 11.1 |
| 2022     | Denver   | 5  | 5  | 32.0 | .426 | .200 | .714 | 7.2 | 2.6 | .4  | 1.2 | 13.8 |
| 2023†    | Denver   | 20 | 20 | 35.6 | .518 | .391 | .652 | 6.0 | 2.6 | .6  | .7  | 13.3 |
| 2024     | Denver   | 12 | 12 | 37.1 | .585 | .407 | .821 | 7.3 | 4.4 | .8  | .6  | 14.3 |
| Carreira | Carreira | 52 | 52 | 33.4 | .486 | .357 | .670 | 6.6 | 3.0 | .7  | .6  | 13.5 |

### Universitário
| Ano     | Equipe  | PJ | PT | MPJ  | AP   | 3P   | LL   | RT  | AS  | BR | TO  | PPJ  |
| ------- | ------- | -- | -- | ---- | ---- | ---- | ---- | --- | --- | -- | --- | ---- |
| 2013–14 | Arizona | 38 | 38 | 31.2 | .495 | .356 | .422 | 8.0 | 2.0 | .9 | 1.0 | 12.4 |

## Prêmios e Homenagens
NBA
- Campeão da NBA: 2023

## Vida pessoal
Gordon é filho do ex-astro do basquete de San Diego State, Ed Gordon, e de Shelly Davis Gordon. O tataravô de Gordon, um índio nativo-americano osage, tinha 2 metros de altura. O irmão mais velho de Gordon, Drew, também é um jogador profissional de basquete. Sua irmã mais velha, Elise, jogou pela equipe de basquete feminino de Harvard de 2010 a 2014.
Aos oito anos de idade, Gordon se classificou para competir nos 100 e 200 metros rasos nos Jogos Olímpicos Juniores, mas optou por jogar em um torneio de basquete.
Gordon é atualmente o presidente de aquisição de atletas para o aplicativo de psicologia esportiva, Lucid, apresentado a ele por seu treinador de habilidades mentais, Graham Betchart.
Gordon fez sua estreia como ator em Uncle Drew como o personagem Casper, que foi lançado em junho de 2018. Ele lançou seu primeiro single "Pull Up" em 7 de abril de 2020.

### Patrocinios
Gordon assinou um acordo de parceria com a marca esportiva chinesa, 361º, em 2020. Gordon será a nova cara da divisão de basquete da empresa. A parceria de vários anos incluirá uma linha de sapatos e roupas, bem como fornecer apoio para iniciativas de caridade e trabalho fundamental.

### Filantropia
Gordon, co-vencedor do prêmio Rich and Helen DeVos Community Enrichment de 2019, recentemente fez uma contribuição financeira para o Fundo de Educação de Sem-Teto para escolas públicas do Condado de Orange (Flórida), na esperança de ajudar crianças afetadas negativamente por distritos escolares cancelando as aulas após a pandemia de coronavírus varrer o mundo.